# Керкдріл
Керкдріл (нід. Kerkdriel) — місто в нідерландській провінції Гелдерланд. Входить до муніципалітету Масдріл.
Його населення станом на 2019 рік складало 6 765 осіб.